# Есова, Сара Сатпаевна
Сара Сатпаевна Есова (каз. Сара Сәтбайқызы Есова; 1903, аул Кара-Шингель Теренозекского района Кызылординской области, Российская империя — 15.04.1984, Алматы, КазССР, СССР) — советский общественный деятель, заслуженный работник культуры Казахской ССР (1967). Директор Центрального государственного музея Казахстана (1956—1973). Жена У. Д. Исаева.

## Биография
Родилась в семье рыбака, в ауле Кара-Шингель Теренузекского района Кызылординской области.
В 1919 году окончила Оренбургское педагогическое училище (по другим данным, татарское женское училище Багбустан-ханум) получив звание учителя начальной школы, и вернулась в Ак-Мечеть (ныне Кызылорда). В 1919 году вступила в комсомол, через год — в компартию. В 1921—1922 годах вела партийную и комсомольскую работу — вместе с Гани Муратбаевым работала в ЦК комсомола Туркестана, в аппарате ЦК компартии Туркестана, а осенью 1922 года была направлена в Джетысу заведующей областным женотделом Джетысуского обкома компартии для работы среди мусульманских девушек.
В 1922—1932 годах (по другим данным, 1925—1932 годах) — редактор газеты «Теңдік» — органа Джетысуского губернского комитета партии, журнала «Әйел теңдігі» (по другой версии, в 1923 году Сара стала ответственным редактором газеты «Тльчи» (в настоящее время «Жетысу»), через 2 года — редактором «Теңдік», а после «Әйел теңдігі», в начале 1924 года была редактором «Жетысу айели»). С февраля 1929 года по октябрь 1932 года — председатель республиканского комитета профсоюза работников народного образования (ЦП рабпрос).
В 1932—1937 годах училась в Институте марксизма-ленинизма в Алмате по специальности преподавателя истории народов СССР.
31 мая 1938 года её муж был арестован (и расстрелян через три месяца, 29 августа того же года). Через несколько дней арестовали и Сару Сатпаевну. Сара находилась под следствием девять месяцев. Ей безуспешно пыталась помочь Надежда Константиновна Крупская, заступившаяся за Сару перед Сталиным. Сару Есову в связи с арестом исключили из партии, но доказать её причастность к контрреволюционной деятельности не смогли. После 9-месячного следствия 9 марта 1939 года была освобождена без суда с прекращением дела «за недоказанностью состава преступления».
В 1939—1977 годах работала в Центральном государственном музее Казахстана, сначала научным сотрудником, затем заведующей историко-революционным отделом, с 1947 года — заместителем директора по научной работе, с 1955 года (согласно сайту музея, с 1956 года) — директором. В 1959 году возглавила экспедицию по сбору исторического и этнографического материала в различных регионах Казахстана.

## Семья
Отец Сатпай, мать Ажар Есова, дяди Дусейбай и Утегалий, братья Ергалий и (младший) Турсун, сестра Марьям.
Муж — У. Д. Исаев, 2 сына: старший Нурлан (его дети — внуки Сары Сатпаевны — Айро и Ирен) и младший Бекет (его дети — Тимур и Диляра).

## Признание и память
Награждена медалью «За доблестный труд в Великой Отечественной войне 1941—1945 годов», орденами «Знак Почёта» (03.01.1959), Трудового Красного Знамени (07.03.1960), орденом Ленина.
В г. Кызылорда есть улица, названная именем Сары Есовой.
Сакен Сейфуллин посвятил Саре Есовой своё стихотворение «Из окна вагона». 